# Городу-Герою Ленинграду
«Городу-Герою Ленинграду» — обелиск на площади Восстания в Санкт-Петербурге. Установлен 12 апреля 1985 года, торжественно открыт 8 мая 1985 года. Авторы монумента — архитекторы: В. С. Лукьянов и А. И. Алымов. Бронзовые горельефы выполнены коллективом скульпторов — А. С. Чаркиным, В. Д. Свешниковым, Б. А. Петровым и А. А. Виноградовым. Инженерные расчёты проводились под руководством специалистов: В. М. Иванова и Б. Н. Брудно.

## Описание монумента

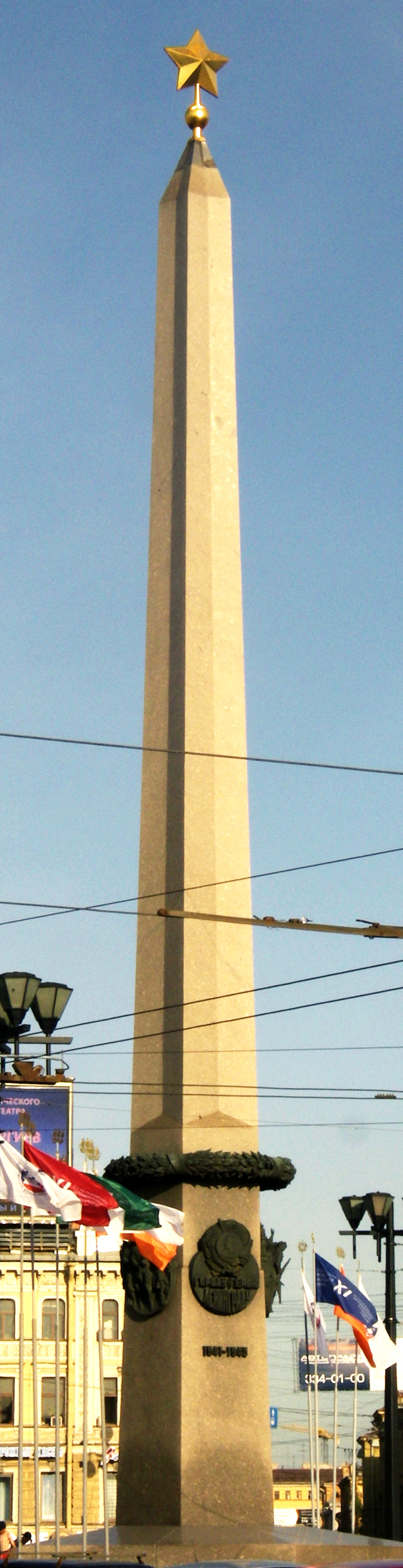

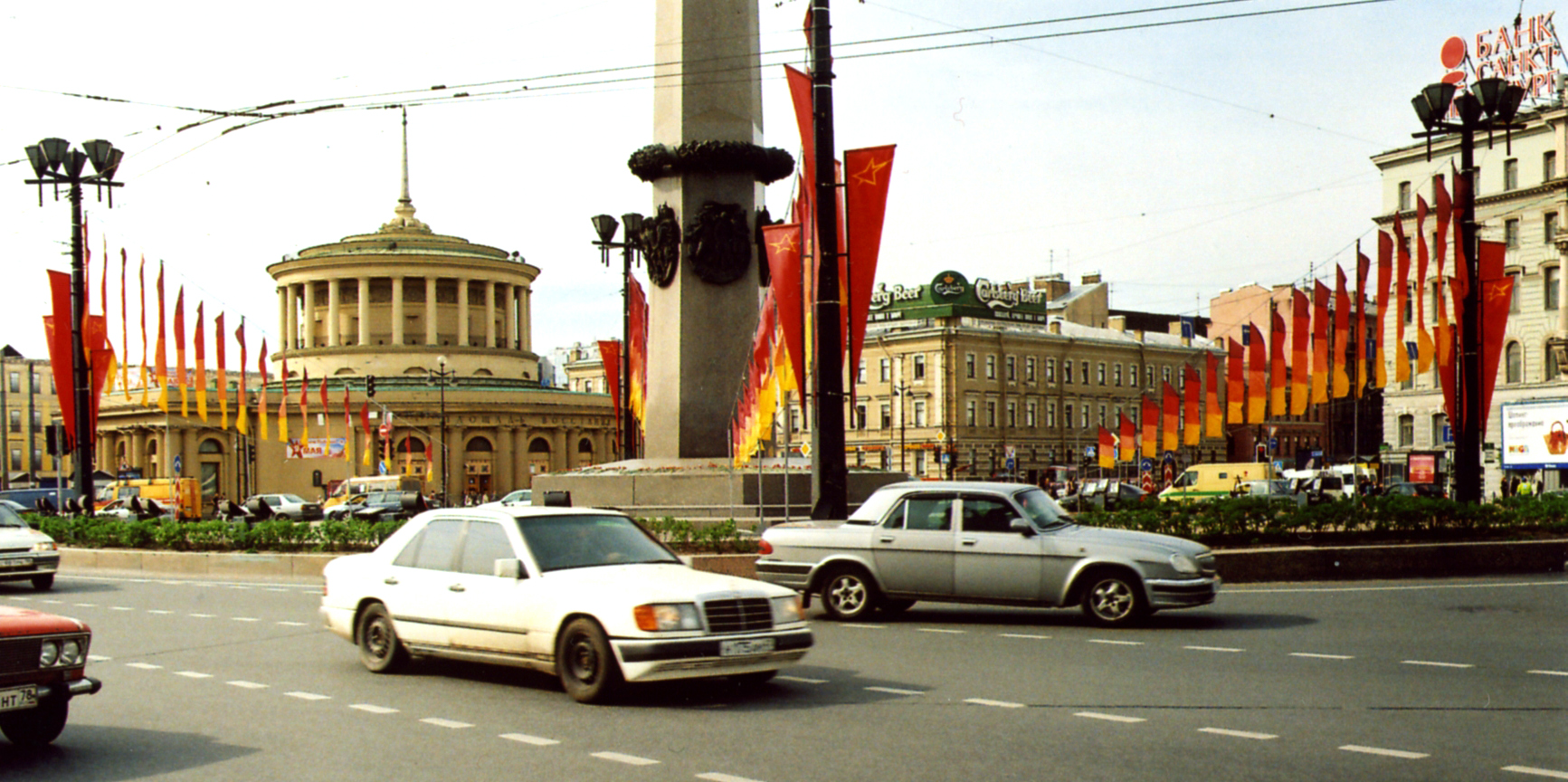
День Победы. Площадь Восстания.
Обелиск «Городу-Герою Ленинграду», праздничное оформление площади

Монумент установлен в композиционном центре площади Восстания и завершает основную, парадную часть Невского проспекта. По периметру площади его окружают: Московский вокзал, Гостиница «Октябрьская», станция метро «Площадь Восстания». Весь комплекс сооружений создаёт единый ансамбль, напоминая о драматической истории города, в годы Великой Отечественной войны.
Обелиск представляет собой вертикальный гранитный монолит общей высотой 36 метров, украшенный бронзовыми горельефами и увенчанный «Золотой Звездой Героя». Пятигранный монумент состоит из венчающего навершия, центрального ствола — высотой 22,5 метра, десятиметровой базы и основания. Диаметр базы — 3,6 метра. Ширина основания — 9 метров. Вес основной части — 360 тонн. Общий вес монумента с базой и основанием — 750 тонн. Диаметр бронзового венка — 4,5 метра. Высота навершия вместе со звездой — 3,6 м. Вес — две тонны.
В нижней части обелиска установлены овальные горельефы, на которых изображены основные моменты героической обороны Ленинграда: «Блокада», «Тыл — фронту», «Атака», «Победа». На декоративном картуше Орден Ленина и надпись — «Городу-Герою Ленинграду».
Выше горельефов, завершая основание обелиска, пятигранный монолитный ствол обрамлён бронзовым Венком Славы. Вершина сооружения увенчана «Золотой Звездой». Текст Указа Президиума Верховного Совета СССР о вручении городу медали «Золотая Звезда», вопреки Положению о высшей степени отличия — звании «Город-Герой», на обелиске размещён не был. Это второй по величине гранитный монолит в Ленинграде после Александровской колонны на Дворцовой площади.
На Невском проспекте две высотных доминанты — Башня Городской Думы и Обелиск «Городу-Герою Ленинграду» — являются в плане правильными пятиугольниками. Это создаёт благоприятный эффект со всех точек обзора и хорошо вписывается в городской ландшафт, поэтому многие горожане традиционно считают, что оба эти сооружения — в своём плане квадратные.

## История сооружения
Ленинград впервые назван «городом-героем» в Приказе Верховного Главнокомандующего 1 мая 1945 года. 8 мая 1965 года Президиумом Верховного Совета СССР утверждено Положение о высшей степени отличия — звании «Город-Герой», предусматривающее установку соответствующего памятника — обелиска с изображением ордена Ленина, медали «Золотая Звезда» и текстом Указа Президиума Верховного Совета СССР.
В произведении Николая Васильевича Гоголя «Об архитектуре нынешнего времени», опубликованном в 1835 году в «Арабесках», есть такие строчки: 

«Город должен состоять из разнообразных масс, если хотим, чтобы он доставлял удовольствие взорам… Пусть в нём будут видны и легко выпуклый млечный купол, и религиозный бесконечный шпиц, и восточная митра, и плоская крыша италианская, и высокая фигурная фламандская, и четырёхгранная пирамида, и круглая колонна, и угловатый обелиск.»— Н. В. Гоголь, «Об архитектуре нынешнего времени».
Как писал  автор этого памятника, слова писателя в какой-то степени повлияли и на выбор места для установки монумента, и на композиционно-художественное решение самого Обелиска.
Гранитные блоки, из которых в 1952 году был создан пьедестал памятника Н. А. Римскому-Корсакову (архитектор М. А. Шепилевский), изготовлены из камней, которые раньше входили в постамент памятника Александру III, стоявшему до 1937 года на площади Восстания. Через тридцать лет ученик профессора М. А. Шепилевского — архитектор В. С. Лукьянов — спроектировал  обелиск «Городу-Герою Ленинграду».
Монумент выполнен из гранита, добытого в карьере «Возрождение», который находится недалеко от города Выборга. 6 ноября 1983 года монолит весом 2200 тонн был отделён от основной скалы. Монумент высекла из гранитного блока бригада каменотеса М. В. Докучаева. Первоначальная обработка камня была произведена в карьере. Окончательная огранка была произведена в Ленинграде на площади Восстания. Чистовой отделкой обелиска занималась бригада полировщиков В. Н. Андреева.

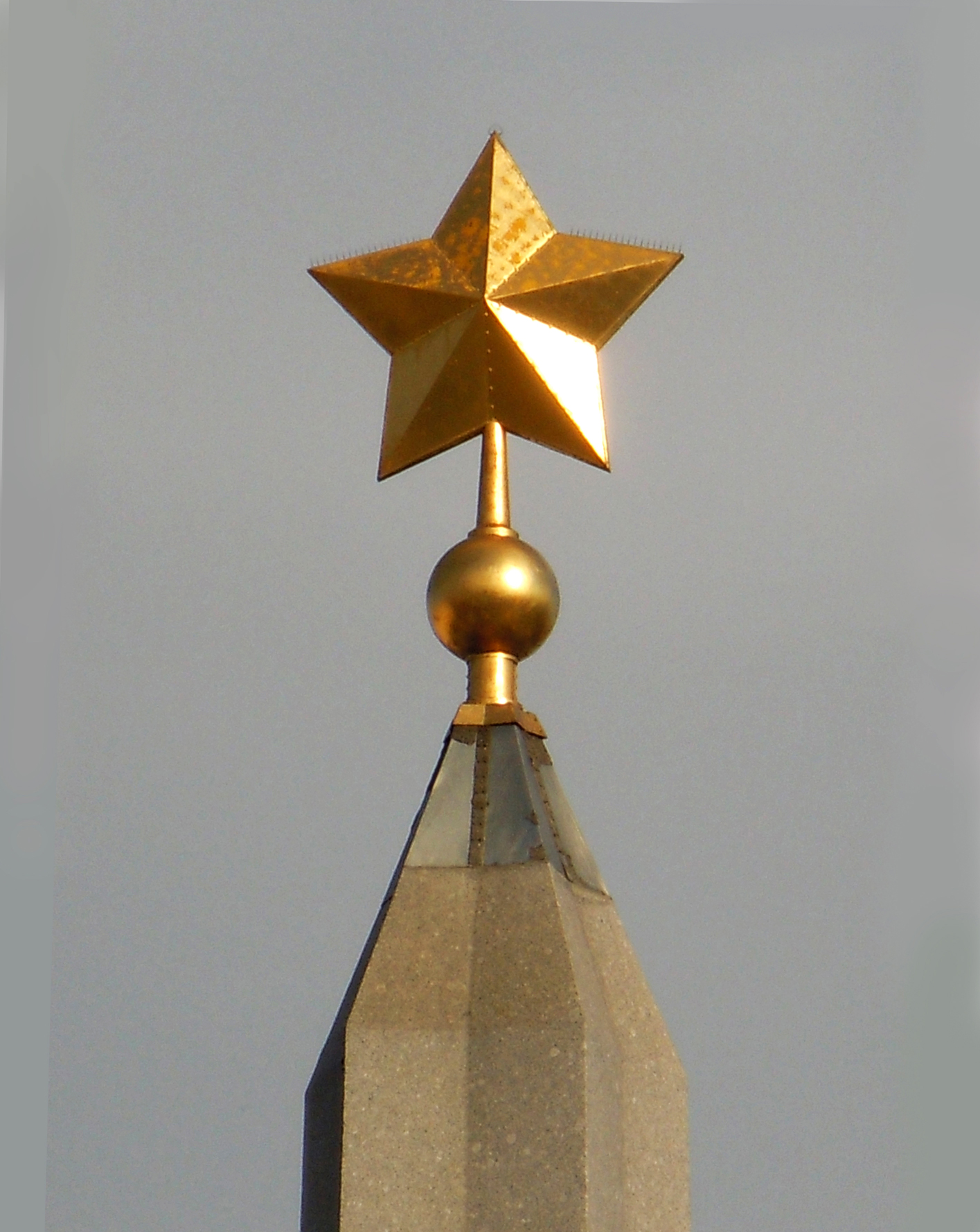
«Золотая Звезда Героя»

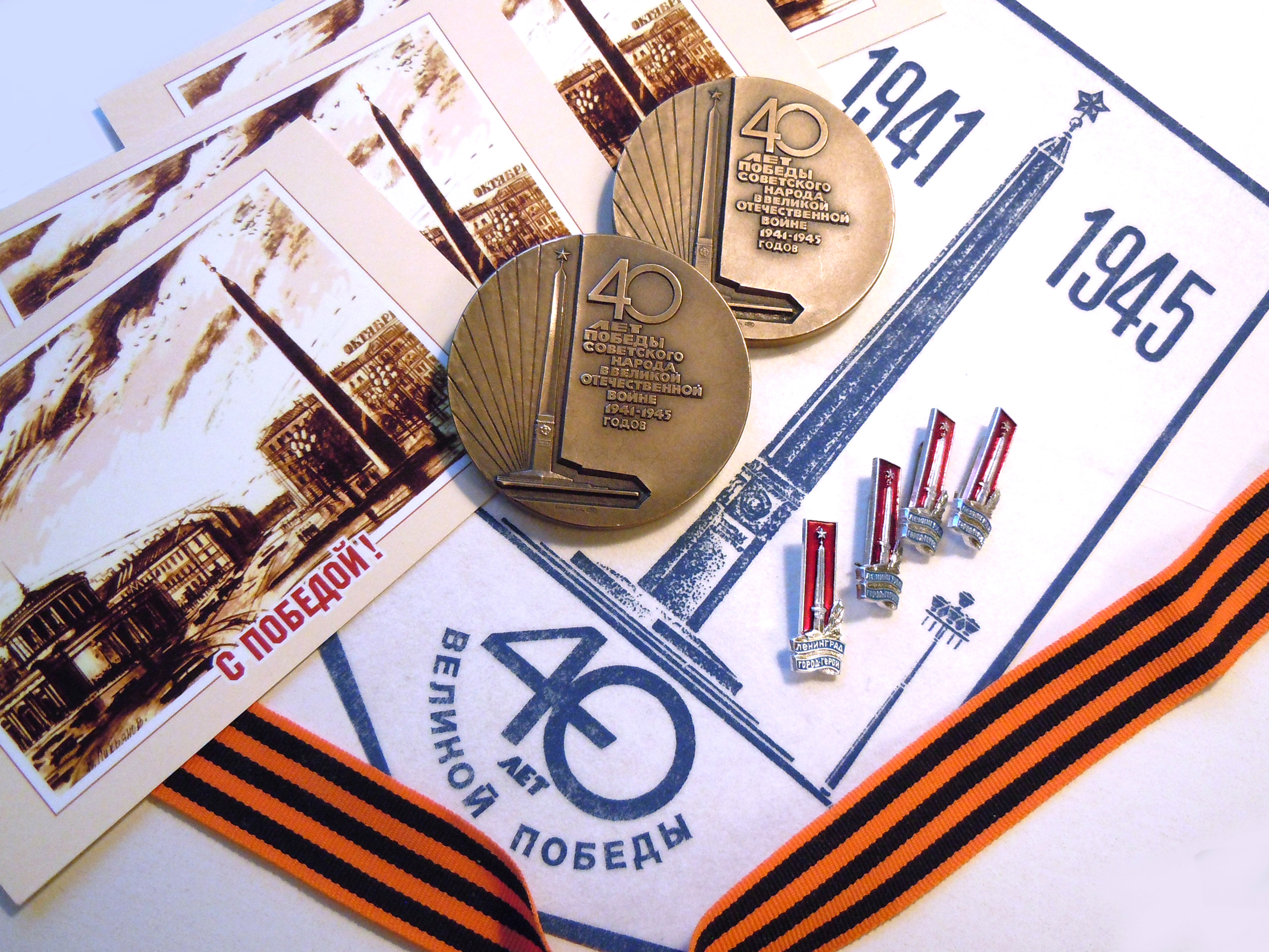
К открытию монумента были выпущены значки, медали, вымпелы, открытки с эскизами

Навершие со звездой изготовлено на Ленинградском Адмиралтейском объединении. Диаметр «Золотой звезды», выполненной из нержавеющей стали, — 1,8 м. Детали навершия собрали бригады Н. И. Власова и А. Н. Изюмова.
Архитектор В. С. Лукьянов писал — «...иногда Обелиск Городу-Герою называют — «Стелла» (с двумя Л), забывая, что stella — это по-латыни просто «звезда».  По традиции римских архитекторов монумент можно было бы назвать «Stella Obeliscus» — «Звёздный Обелиск». 
В основании установлено более пятидесяти железобетонных свай. Фундамент для памятника создан строителями треста № 16 «Главленинградстроя» с субподрядными организациями. Операцию по подъему вертикального блока на постамент выполнили монтажники треста «Союзпромбуммонтаж» во главе с бригадиром Э. А. Бекмурзиным.
Торжественное открытие обелиска «Городу-Герою Ленинграду» проходило в канун Дня Победы 8 мая 1985 года. Тысячи посланцев всех районов города присутствовали на церемонии. У подножия обелиска стоял почётный караул, доставивший увенчанные орденами знамёна Ленинграда и Ленинградской области, боевые стяги воинских частей, отличившихся в боях второй мировой войны.
Площадь Восстания, Невский и Лиговский проспекты были украшены флагами и транспарантами. В память о торжественном событии выпущены сувенирные значки, специальные флажки, памятная медаль, открытки с эскизами архитектора В. С. Лукьянова к проекту обелиска «Городу-Герою Ленинграду».

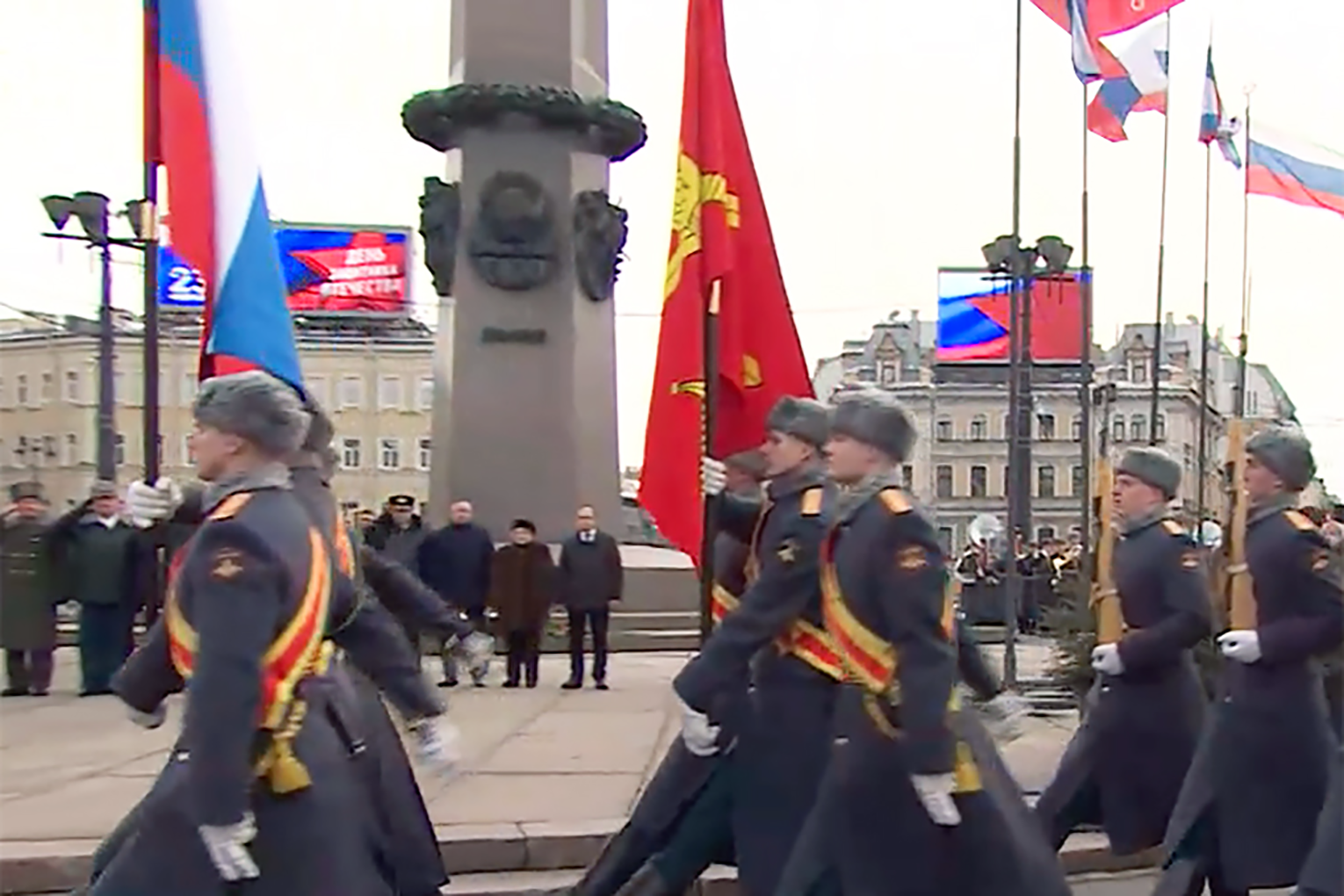
Торжественный марш
в День защитников Отечества 23 февраля 2025 года

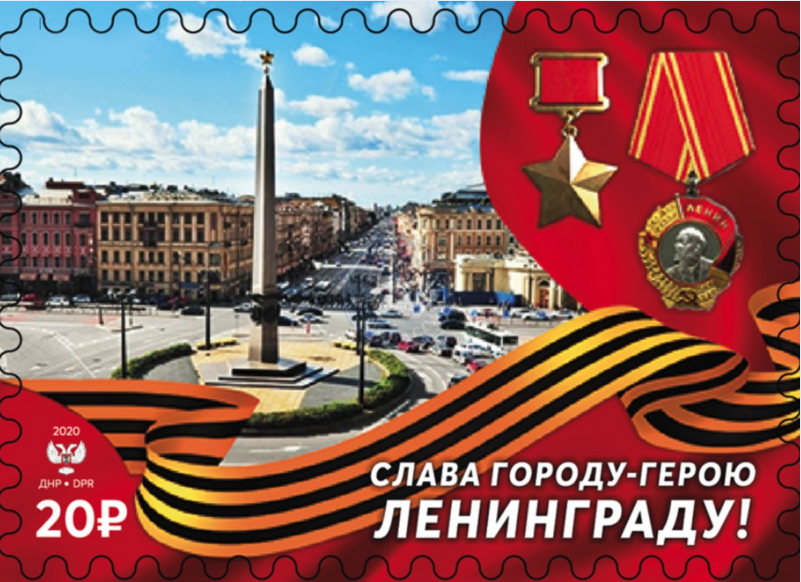
Почтовая марка. 2020 год

Почётное право открыть обелиск было предоставлено заслуженным горожанам, среди них — директор Государственного Эрмитажа академик Б. Б. Пиотровский, командир Ленинградской военно-морской базы адмирал В. А. Самойлов, Герой Советского Союза В. Н. Харитонов, дважды Герой Социалистического Труда В. С. Чичеров, деятели науки, культуры и искусства.
Сводный оркестр Ленинградского военного округа исполнил гимн Ленинграда («Гимн Великому городу»), марши периода Великой Отечественной войны и Государственный гимн СССР. Торжественным строем прошли перед обелиском «Городу-Герою Ленинграду» рота почётного караула, солдаты всех родов войск.
Цветы у подножия обелиска возложили жители Ленинграда, представители генеральных консульств, военнослужащие армий дружественных стран.
Возложение цветов к этому монументу, в дни государственных праздников, стало городской традицией. Ежегодно, начиная с 2013 года, в День Победы — 9 мая, от обелиска «Городу-Герою Ленинграду» начинается торжественное шествие «Бессмертного полка». 
В 2019 году с портретами своих родственников ветеранов Великой Отечественной войны по Невскому проспекту в колонне прошло более миллиона горожан.
10 апреля 2020 года была  введена  в обращение почтовая марка Донецкой Народной Республики № 190 номиналом 20 рублей и почтовый конверт "первого дня" с изображением обелиска на площади Восстания, георгиевской ленты, государственными наградами и словами «Слава Городу-Герою Ленинграду!».